# Ippolito Nievo (destroyer)
Pour les articles homonymes, voir Ippolito Nievo.
Le Ippolito Nievo (fanion « NV ») était un destroyer puis un torpilleur italien, de la classe Rosolino Pilo, lancé en 1915 pour la Marine royale italienne (en italien : Regia Marina).

## Conception et description
Ces navires avaient une longueur totale de 73 mètres, une largeur de 7,3 mètres et un tirant d'eau de 2,7 mètres. Ils déplaçaient 672 tonnes à charge normale, et 720  tonnes à pleine charge. Leur effectif était de 69 officiers, sous-officiers et marins.
Les Rosolino Pilo étaient propulsés par deux turbines à vapeur, chacune entraînant un arbre d'hélice et utilisant la vapeur fournie par quatre chaudières. La puissance nominale des turbines était de 16 000 chevaux-vapeur (11 700 kW) pour une vitesse de 30 nœuds (55 km/h) en service. Ils avaient une autonomie de 1 440 milles nautiques (2 660 km) à une vitesse de 13 noeuds (24 km/h). Ils transportaient 128 tonne de naphte.
Leur batterie principale en 1918 était composée de 5 canons Schneider Modèle 1914 de 102/35 mm. La défense antiaérienne (AA) des navires de la classe Rosolino Pilo était assurée par 1 canon simple Vickers-Armstrong QF 2 lb de 40/39 mm. Ils étaient équipés de 4 tubes lance-torpilles de 450 millimètres dans deux supports doubles au milieu du navire.

## Construction et mise en service
Le Ippolito Nievo est construit par le chantier naval Cantiere navale di Sestri Ponente à Sestri Ponente en Italie, et mis sur cale en 1913. Il est lancé le 24 juillet 1915 et est achevé et mis en service en 1915. Il est commissionné le même jour dans la Regia Marina.

## Histoire de service
Le Nievo entre en service quelques mois après l'entrée de l'Italie dans la Première Guerre mondiale. Il participe activement au conflit, à la fois dans des actions de guérilla navale (en combattant avec des unités similaires et en soutenant les actions des vedettes-torpilleurs MAS (Motoscafo armato silurante) et en escortant des convois vers l'Albanie.
Dans l'après-midi du 6 décembre 1915, il appareille de Tarente sous le commandement de Ferdinand de Savoie pour escorter à Vlora, avec les croiseurs éclaireurs Quarto et Pepe, le croiseur auxiliaire Città di Catania, les mouilleurs de mines Partenope et Minerva et les destroyers Abba, Nullo et Borea, un convoi formé par les transports de troupes Indiana, America, Cordova et Dante Alighieri avec à bord un total de 400 officiers, 6 300 sous-officiers et soldats et 1 200 quadrupèdes.
Vers neuf heures du matin du 29 décembre, le Nievo, qui fait partie de l'escadron de destroyers "Abba", quitte Brindisi avec le croiseur éclaireur Bixio et le croiseur britannique HMS Weymouth (1910) pour se lancer à la poursuite, comme l'ont déjà fait de nombreuses autres unités italo-franco-britanniques, d'une formation austro-hongroise (cuirassé SMS Helgoland, destroyers SMS Csepel, SMS Tátra, SMS Triglav, SMS Lika et SMS Balaton) qui a canonné et coulé quelques marchands (deux voiliers et le vapeur grec Mikael) amarrés à Durrës. Dans la bataille suivante, qui se termine par le naufrage des unités ennemies SMS Tátra et SMS Triglav sur des mines et l'endommagement d'autres navires, tant anglo-italiens qu'austro-hongrois, le Nievo ne joue pas de rôle particulier.
Dans la nuit du 25 au 26 juin 1916, le Nievo, sous le commandement de Ferdinand de Savoie, fournit une escorte rapprochée, avec les destroyers Abba et Mosto, aux vedettes-torpilleurs MAS 5 et 7 qui, remorquées respectivement par les torpilleurs 36 PN et 34 PN, attaquent les navires austro-hongrois au mouillage à Durrës. A 00h15, les deux MAS larguent leur remorque à 2,5 milles nautiques (4,6 km) de la cible, à 1h45 ils lancent leurs torpilles et à 2h40 ils rejoignent la formation dont fait partie le Nievo et rentrent à la base. Lors de l'attaque, le vapeur Sarajevo (1 111 tonneaux de jauge brute (tjb)) est coulé.
Dans la nuit du 3 au 4 novembre 1916, le Abba, le Pilo et le Nievo soutiennent une nouvelle attaque des MAS 6 et 7 (remorqués par les torpilleurs 34 PN, 35 PN et 36 PN) contre Durrës, une action qui échoue en raison de la présence de filets anti-torpilles.
Le 22 décembre 1916, à 23h00, le Abba, le Pilo et le Nievo quittent Brindisi et mettent le cap sur le Cap Rodoni pour attaquer des destroyers autrichiens (SMS Scharfschütze, SMS Dinara, SMS Réka et SMS Velebit) qui ont attaqué le canal d'Otrante et qui, après un affrontement avec des unités françaises (destroyers Casque, Commandant Rivière, Protet, Boutefeu, Dehorter et Commandant Bory), retournent à Cattaro. Les unités ennemies ne sont pas trouvées et les deux groupes de destroyers italiens et français se rencontrent de manière plutôt confuse. A 1h40, le Abba aperçoit de la fumée à bâbord, à l'avant, et vire vers le nord pour s'approcher, en accélérant au maximum. Après avoir reconnu le Dehorter et le Protet, il aperçoit le Casque, trop tard, cependant, pour éviter une collision, bien qu'aucun dommage sérieux n'ait été causé. Alors que le Abba manœuvre en marche arrière, une autre unité française, le Boutefeu, arrive et éperonne le Abba, tuant un homme (qui est porté disparu). Malgré la double collision, les dommages ne sont pas très graves et les trois navires endommagés peuvent rentrer au port.
Le 24 décembre, avec le croiseur éclaireur Mirabello et le destroyer Impavido, il est employé pour soutenir une action des MAS 3 et 6, qui, remorqués respectivement par les torpilleurs côtiers 36 PN et 54 AS, devaient attaquer les navires austro-hongrois dans le port de Durrës. Cependant, l'action est avortée car, à seulement trois milles nautiques (5,5 km) du but, le MAS 6 est endommagé en heurtant une épave.
Le 11 juin 1917, le Nievo, le Pilo et le torpilleur 37 PN apportent leur soutien à une attaque de neuf hydravions de Brindisi contre Durrës.
Dans la nuit du 3 au 4 septembre, les destroyers italiens Nievo et Mosto et les français Bisson et Bory, le croiseur éclaireur italien Bixio et le croiseur britannique HMS Weymouth quittent Otrante pour escorter 6 torpilleurs et 8 navires à moteur britanniques qui doivent effectuer un raid contre Cattaro. Toutefois, l'attaque doit être interrompue et reportée en raison de la dégradation des conditions météorologiques.
Le 19 octobre 1917, alors qu'il navigue de Vlora à Brindisi avec le Pilo et le HMS Weymouth, il reçoit l'ordre de rejoindre un groupe d'unités : les croiseurs éclaireurs Aquila et Sparviero, les croiseurs britanniques HMS Gloucester (1909) et HMS Newcastle (1909) et les destroyers Commandant Rivière, Bisson, Bory (français), Indomito, Missori et Mosto (italien) - pour poursuivre un groupe de navires austro-hongrois (cuirassé SMS Helgoland, destroyers SMS Lika, SMS Triglav, SMS Tátra, SMS Csepel, SMS Orjen et SMS Balaton) qui ont quitté Kotor pour attaquer des convois italiens. Le SMS Helgoland et le SMS Lika, n'ayant trouvé aucun convoi, naviguent en vue de Brindisi pour être poursuivis par les navires italiens et les attirer dans la zone d'embuscade des sous-marins (U-boote) U 32 et U 40, mais après une longue poursuite qui voit également quelques attaques aériennes sur les unités ennemies, tous les navires italiens rentrent au port sans dommages.
Entre le 10 et le 11 février 1918, il est désigné, avec le destroyer Indomito et les croiseurs éclaireurs Pepe et Rossarol, pour soutenir un raid qui doit être effectué par les vedettes-torpilleurs MAS 9 et 20, remorqués par les torpilleurs  37 PN et 38 PN, contro Durrës. En raison du mauvais temps, la mission n'a pas lieu.
Le 10 mars 1918, il est affecté au remorquage du MAS 99 qui, avec le 100, remorqué par le destroyer Mosto, devait attaquer la marine autrichienne à Portorož. L'opération, reportée en raison du mauvais temps, est de nouveau avortée le 16 mars, toujours en raison du mauvais temps, puis le 8 avril car les avions de reconnaissance ont constaté que le port de Portorož était vide.
A 18h10 le 12 mai, il appareille de Brindisi pour remorquer le MAS 99, qui avec le MAS 100, remorqué par le destroyer Bronzetti, doit effectuer un raid dans le port de Durrës. À 23 heures, à une dizaine de milles nautiques (19 km) de Durrës, les câbles de remorquage sont largués, après quoi les deux vedettes-torpilleurs entrent dans le port et attaquent: le MAS 99 réussit à toucher - à 2h30 du matin du 13 - le vapeur Bregenz, qui coule après quelques minutes (avec la mort de 234 hommes), déclenchant la violente réaction austro-hongroise: tous les navires rentrent sains et saufs à Brindisi.
Dans la nuit du 14 au 15 mai, le Nievo et le Bronzetti remorquent les MAS 99 et 100 jusqu'à une quinzaine de milles nautiques (28 km) d'Antivari, où - à 23h54 - les câbles de remorquage sont abandonnés; les MAS, après une attaque infructueuse, rejoignent la formation (qui, outre les deux destroyers, comprend les croiseurs éclaireurs Pepe et Rossarol en soutien) qui rentre à Brindisi à 9 heures le lendemain matin.
Le 2 octobre 1918, il est en mer avec le cuirassé Dante Alighieri, les croiseurs éclaireurs Racchia, Rossarol, Pepe et Poerio et le destroyer Schiaffino pour contrer une éventuelle contre-attaque de navires ennemis venant de Cattaro afin d'empêcher le bombardement de Durrës par d'autres unités italiennes et britanniques.
Après 1918, le Nievo subit des modifications qui voient le remplacement des canons de 76 mm par 5 canons de 102 mm et l'embarquement de 2 canons antiaériens de 40 mm; le déplacement à pleine charge passe à 900 tonnes.
En 1929, le navire est déclassé en torpilleur.
Dans les années 1933-36, il est chef d'escadron de torpilleurs, le Ier puis le 3e escadron, affecté à l'école de commandement de la marine. Parmi ses commandants à cette époque, on compte les capitaines de frégate (capitano di fregata) Gino Pavesi, Lionello Sagramoso et Franco Garofalo.
Radié en 1938, il est envoyé à la démolition.

## Sources
- (it) Cet article est partiellement ou en totalité issu de l’article de Wikipédia en italien intitulé « Ippolito Nievo (cacciatorpediniere) » (voir la liste des auteurs).